# Wolt
Wolt Enterprises Oy, auch bekannt als Wolt, ist ein finnisches Logistikunternehmen mit Hauptsitz in Helsinki, das für seine Lieferplattform für Lebensmittel und Waren bekannt ist. Über eine mobile App (iOS und Android) oder die Website von Wolt können Kunden Lebensmittel und Haushaltswaren von den Restaurants und Handelspartnern der Plattform bestellen und ihre Bestellung entweder abholen oder von den Kurierpartnern der Plattform liefern lassen. Wolt betreibt auch eine eigene Kette von Lebensmittelgeschäften namens Wolt Market. Im Mai 2022 wurde Wolt von dem US-amerikanischen Essenslieferanten DoorDash übernommen. Wolt wird in Europa und Asien weiterhin als Untermarke von DoorDash betrieben, während DoorDash in Nordamerika und Australasien sein eigenes Branding verwendet.
Wolt-Zustellfahrer arbeiten nicht für das Unternehmen (außer in Deutschland und Dänemark), sondern sind selbständig und können selbst entscheiden, wann, wo und wie viel sie arbeiten. Als Selbstständige müssen die Kuriere alle Nebenkosten ihrer Arbeit, wie Rentenbeiträge, Sozialversicherung und Werkzeugkosten, von ihrem Gehalt bezahlen und haben auch keine Urlaubsansprüche. Laut Informationen von Wolt arbeiten knapp ein Drittel der Kuriere Vollzeit für das Unternehmen, wobei es sich häufig um Arbeitsmigranten handelt.

## Geschichte

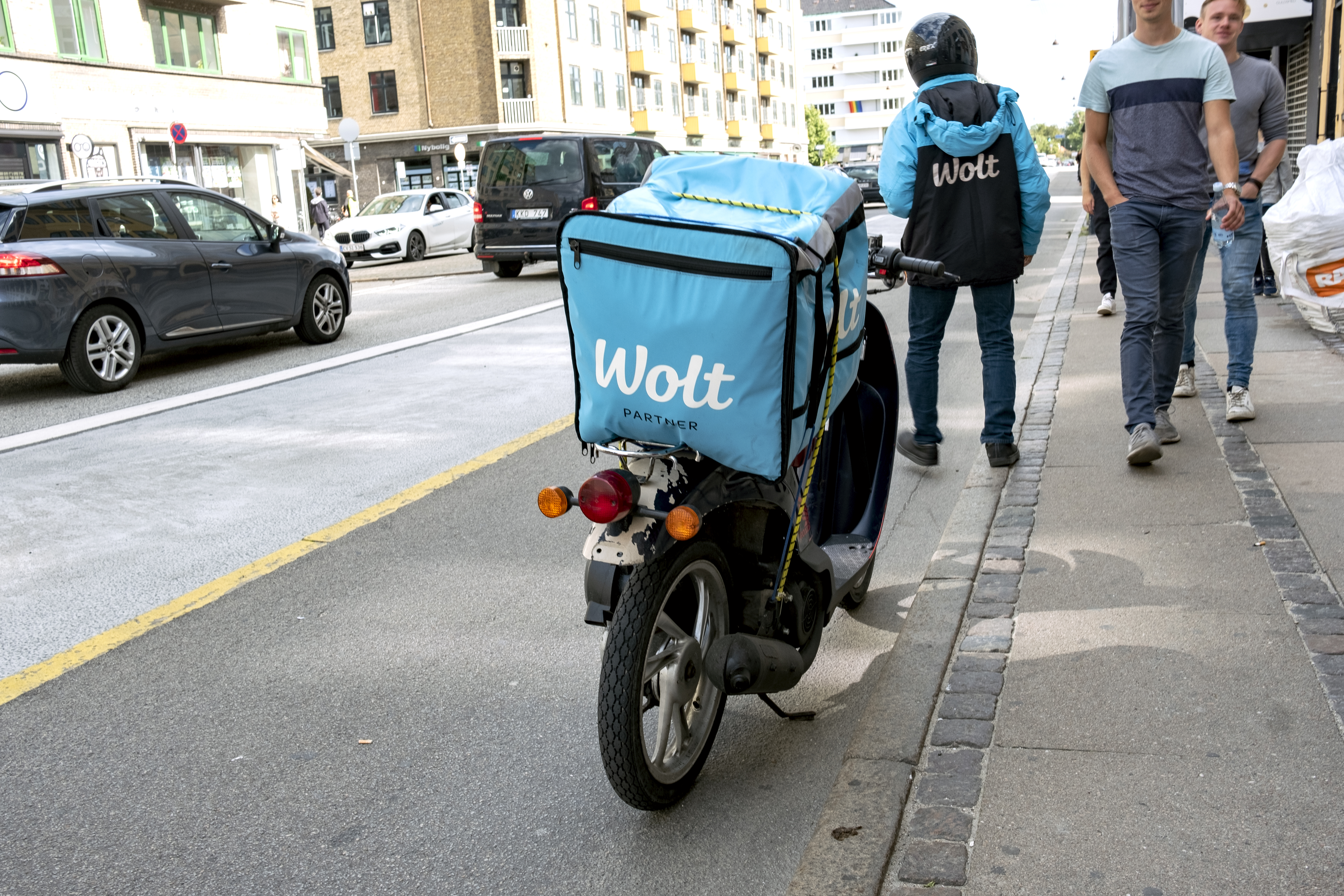
Fahrer von Wolt in Kopenhagen (2021)

Wolt wurde 2014 von Miki Kuusi, Elias Aalto, Mika Matikainen, Oskari Pétas, Lauri Andler und Juhani Mykkänen in Helsinki gegründet. Mitbegründer Miki Kuusi (der ehemalige Leiter der Technologiemesse Slush) wurde CEO. Wolt wurde zunächst in Helsinki als reiner Abholservice eingeführt. Wolt erweiterte 2016 die Plattform um den Bereich Zustellung und expandierte nach Schweden und Estland. Wolt hat in Tallinn in Zusammenarbeit mit Starship Technologies einige Experimente mit selbstfahrenden Lieferrobotern durchgeführt. Um seine Expansion zu finanzieren, sammelte Wolt über 850 Millionen US-Dollar von Risikokapitalgebern wie Tiger Global Management, DST Global und KKR ein. 2020 nahm Wolt Platz 2 in der Liste der am schnellsten wachsenden Unternehmen Europas ein.
2021 eröffnete Wolt unter der Marke Wolt Market sein erstes Einzelhandelsgeschäft in Helsinki.
Im November 2021 wurde bekannt gegeben, dass Wolt durch einen Aktientausch mit DoorDash fusioniert wird, wodurch die Wolt-Aktionäre eine Minderheitsbeteiligung an DoorDash für einen Deal im Wert von 8,1 Milliarden US-Dollar erhalten. Am 31. Mai 2022 wurde die Übernahme abgeschlossen.
Wolt beschäftigte 2023 knapp 450.000 Kuriere, welche über 700 Millionen Kundenbestellungen in über 1000 Städten in mehr als zwei Dutzend Ländern bearbeiteten.
Im Oktober 2024 kündigte Wolt die Übernahme von Tazz an, einer rumänischen Plattform für Essenslieferungen, die zuvor zu eMAG gehörte. Die Übernahme wurde Anfang 2025 abgeschlossen und ermöglichte Wolt, eine Präsenz in Rumänien aufzubauen, indem es den Betrieb und das Netzwerk von Tazz in seine eigene Plattform integrierte.

## Expansion

Länder, in denen Wolt verfügbar ist

- 2015:  Finnland
- 2016:  Estland,  Schweden
- 2017:  Dänemark,  Lettland,  Litauen
- 2018:  Kroatien,  Georgien,   Norwegen,  Israel,  Polen,  Tschechien,  Ungarn
- 2019:  Aserbaidschan,  Griechenland,  Kasachstan,  Serbien,  Slowakei,  Slowenien
- 2020:  Deutschland,  Japan,  Malta,  Zypern
- 2023:  Island,  Österreich
- 2024:  Albanien,  Luxemburg,  Rumänien,  Usbekistan
- 2025:  Kosovo,  Nordmazedonien

## Kritik
Der Deutsche Hotel- und Gaststättenverband (DEHOGA) empfiehlt Restaurants in Deutschland, sich nicht an Lieferdiensten zu beteiligen, die wie Wolt „in die Preispolitik der Restaurants eingreifen“, indem sie „eine Provision von 30 % nehmen“. Eine selbst organisierte Lieferung, so die DEHOGA, wäre nach Möglichkeit die bessere Option. Der DEHOGA sieht auch die Gefahr, dass diese Dienste durch die Erfassung aller Lieferdaten langfristig konkurrierende Küchen aufbauen, die die am meisten nachgefragten Gerichte liefern und die Restaurants leer ausgehen lassen, was einige Dienste bereits tun.